# 1996 La stagione del rumore
1996 La stagione del rumore è un singolo della cantautrice italiana Levante, pubblicato il 23 febbraio 2018 come quarto estratto dal terzo album in studio Nel caos di stanze stupefacenti.